# Тело (геометрия)

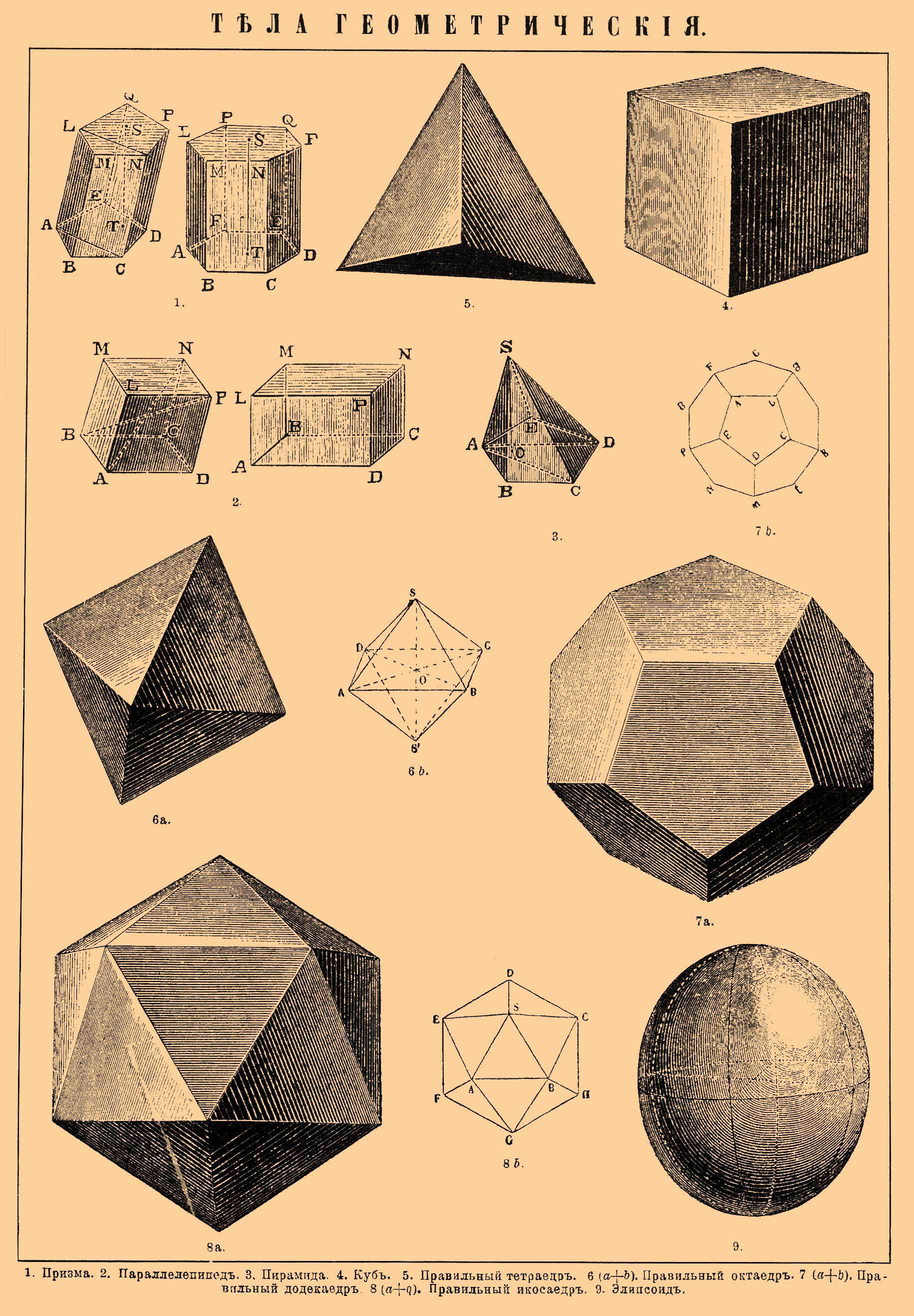
Рисунок из «Словаря Брокгауза и Ефрона»

Те́ло геометри́ческое — «то, что имеет длину, ширину и глубину» — такое определение дано в «Началах» Евклида.
Оно даёт хорошее интуитивное представление, хотя не соответствует современным стандартам.

## Определения
Геометри́ческое те́ло — связная часть пространства, ограниченная замкнутой поверхностью своей наружной границы.
Геометрическое тело можно определить замкнутой поверхностью, которая будет являться его границей.
Геометрическим телом называют также компактное множество точек, и две точки из множества можно соединить отрезком, который целиком будет проходить внутри границы тела, что указывает на состояние геометрического тела из множества внутренних точек.
Наружная граница геометрического тела называется гранью, тело может иметь одну или множество граней. Множество плоских граней определяет множество вершин и ребер геометрического тела.

## Примеры
- Выпуклое тело
- Тела вращения
- Многогранник
- Объём (геометрия)